# Джеси Бъртън
Джеси Бъртън (на английски: Jessie Burton) е английска актриса и писателка на произведения в жанра исторически роман, фентъзи, трилър и социална драма.

## Биография и творчество
Джеси Катрин Бъртън е родена на 17 август 1982 г. в Лондон, Англия. Баща ѝ е архитект и реставратор на керамика, а майка ѝ е учителка. Израства в Уимбълдън. Завършва девическата гимназия „Лейди Маргарет“, където участва в училищните театрални постановки. Следва английска и испанска филология в Брейзноуз Колидж на Оксфордския университет и драма в Кралското централно училище за реч и драма. След дипломирането си работи като театрална актриса, включително участва в постановки на „Домът на Бернарда Алба“, „Отело“ и „Макбет“, а през 2008 г. и в пиесата „Часът, в който не знаехме нищо един за друг“ в Кралския национален театър, Лондон. На 28-годишна възраст установява, че кариерата ѝ не върви и се налага да работи на временна работа, включително като личен асистент в Лондонското сити, за да се издържа. Затова се насочва към писателска кариера и пише първия си роман в продължение на четири години.
Първият ѝ роман „Миниатюристът“ от едноименната поредица е издаден през 2014 г. Той е вдъхновен от куклената къща на Петронела Оортман, която се намира в колекцията на Държавния музей на Амстердам. В историята, която се развива през 1686 г. в Амстердам, осемнайсетгодишната Нела Оортман е омъжена за заможния търговец Йоханес Брант, но бракът ѝ не е щастлив. Тя получава необичаен сватбен подарък: копие на дома им с размер на стъклена витрина. За да го „обзаведе“ тя използва услугите на миниатюрист – загадъчен и потаен майстор, чието произведение мистериозно означава действителността по неочакван начин. Това ѝ помага да проникне в затворения свят на семейството и грозящите опасности. Романът става бестселър и е издаден в над 40 езика по света. През 2017 г. романът е екранизиран в едноименния телевизионен сериал с участието на Аня Тейлър-Джой, Емили Берингтън и Ромола Гарай. Историята продължава в романа „Домът на съдбата“ от 2022 г.
Вторият ѝ роман, „Музата“, е публикуван през 2016 г. Историята му се развива в двойна времева рамка, по време на Гражданската война в Испания и 30 години по-късно през 60-те години в Лондон, а връзката между двете е изгубена картина шедьовър.
Авторка е и на две фентъзи книги за деца – „Неспокойните момичета“ от 2018 г., чиято история е базирана на приказката на Братя Грим, „Дванадесетте танцуващи принцеси“, и „Медуза“ от 2021 г., който е нов прочит на легендата за чудовището Медуза и красивия гръцки герой Персей.
Освен романи пише документални есета и рецензии за „Вог“, „Ел“, „Ред“ и „Уолстрийт Джърнъл“, като и разкази публикувани в списанията „Харпърс Базар“ и „Стилист“.
Джеси Бъртън живее със семейството си в Лондон.

## Произведения

### Самостоятелни романи
- The Muse (2016)[1][2][3]
Музата, изд.: „Сиела“, София (2017), прев. Росица Тодорова
- The Restless Girls (2018)
- The Confession (2019)
- Medusa (2021)
- Hidden Treasure (2024)

### Поредица „Миниатюрист“ (The Miniaturist)
1. The Miniaturist (2014)[1][2][3]
Миниатюристът, изд.: „Сиела“, София (2014, 2022), прев. Ана Лулчева
2. The House of Fortune (2022)
Домът на съдбата, изд.: „Сиела“, София (2023), прев. Ана Лулчева

### Детска литература
- Monster cruise (2018) – книжка с картинки илюстрирана от Адам Дивейни, романизация по анимационния филм „Хотел Трансилвания 3: Чудовищна ваканция“
Чудовищно пътешествие, изд.: „Сиела“, София (2018), прев. Богдан Русев

### Екранизации
- 2017 Миниатюристът, The Miniaturist – тв минисериал, 3 епизода